# Lambertus Stoppendaal
Lambertus Pieterszoon Stoppendaal was een Nederlands dichter.
Lambertus is in Nijmegen gedoopt op 25 december 1746. Hij is de zoon van Pieter Stoppendaal en Jenneke ten Hoet. Hij is gehuwd met Maria Claire Siraut Detouche en had een zoon Johannes Pieter Stoppendaal (doop 23-9-1781 - overleden 10-3-1848). 
Omstreeks 1776 was hij secretaris van Mr. Johan Adriaan van de Perre, de hoogste vertegenwoordiger van het prinselijk gezag in Zeeland. Van 1784 tot zijn dood op 11 september 1815 was hij notaris in Nijmegen. 
Hij heeft onder andere de volgende werken geschreven:
- Lierzang ter inwijding van het nieuw gebouwde orgel in de Grote of Sint-Stevenskerk te Nijmegen (1776)
- Een vertaling in dichtmaat van Os Lusiadas, het beroemde werk van de Portugees Luís Vaz de Camões uit 1572 (1777)
- Indiaansche fabelen of vertelsels (1782)
- Het Nieuwjaar of De verzoende gelieven (1801)
- Vertaling van Het geluk van Claude Adrien Helvétius en een gelijk getiteld stuk van Nicolas Germain Léonard (1806)
- De kermisvreugd of De triomfeerende liefde (1808)

Lambertus heeft de vertaling van Os Lusiade niet rechtstreeks uit het Portugees gemaakt, maar vermoedelijk uit de Franse vertaling van Jean-François de La Harpe. Deze vrije Franse vertaling van de Lusiade was in 1776 anoniem verschenen. Lambertus heeft de vertaling snel gemaakt om te voorkomen dat anderen hem voor zouden zijn. Maar pas in 2012 is de Lusiade door Arie Pos opnieuw in het Nederlands vertaald.
In 2010 is in Nijmegen de Stoppendaalstraat naar hem vernoemd.
- International Standard Name Identifier: 0000 0003 8950 4071
- Nederlandse Thesaurus van Auteursnamen: 071519882
- Virtual International Authority File: 282938959
- WorldCat: E39PBJdCqgKK4kWFkXg6Tyd4v3